# Proof (Rapper)
Proof (* 2. Oktober 1973 in Detroit, Michigan; † 11. April 2006 ebenda; eigentlicher Name DeShaun Dupree Holton), auch bekannt als Derty Harry oder Oil Can Harry, war ein US-amerikanischer Rapper. Er war Gründer und Mitglied der Hip-Hop-Crew D12.

## Leben
Proofs Vater war in der Musikindustrie tätig und produzierte unter anderem The Jones Girls und Marvin Gaye.
In der High School freundete er sich 1988 mit dem damals noch unbekannten Eminem an. Mit ihm und vier anderen Detroiter Rappern Kuniva, Bizarre, Kon Artis und Bugz gründete er 1996 die Hip-Hop-Gruppe D12. Bugz verstarb 1999, nachdem er das Opfer einer Schießerei geworden war. Im selben Jahr gewann Proof die „Source Magazine Freestyling Competition“, ein Battle-Rap Turnier des Hip-Hop-Magazins The Source. An Bugz' Stelle trat fortan Swift, der daraufhin D12 beitrat. Im Jahr 2001 erschien das D12-Debütalbum Devils Night, von dem dank des inzwischen berühmt gewordenen Eminem weltweit vier Millionen Exemplare verkauft werden konnten. Das Nachfolgealbum D12 World wurde 2004 veröffentlicht und enthielt unter anderem die Hit-Singles My Band und How Come. Proof war 2003 als einziges Mitglied von D12 in dem Film 8 Mile in der Rolle des Lil’ Tic zu sehen, der gegen Bunny Rabbit (Eminem) in einem der Battle-Raps antritt. Proof war Eminems rechte Hand und unterstützte diesen immer wieder bei seinen Soloauftritten, als er ohne D12 auf Tour war.

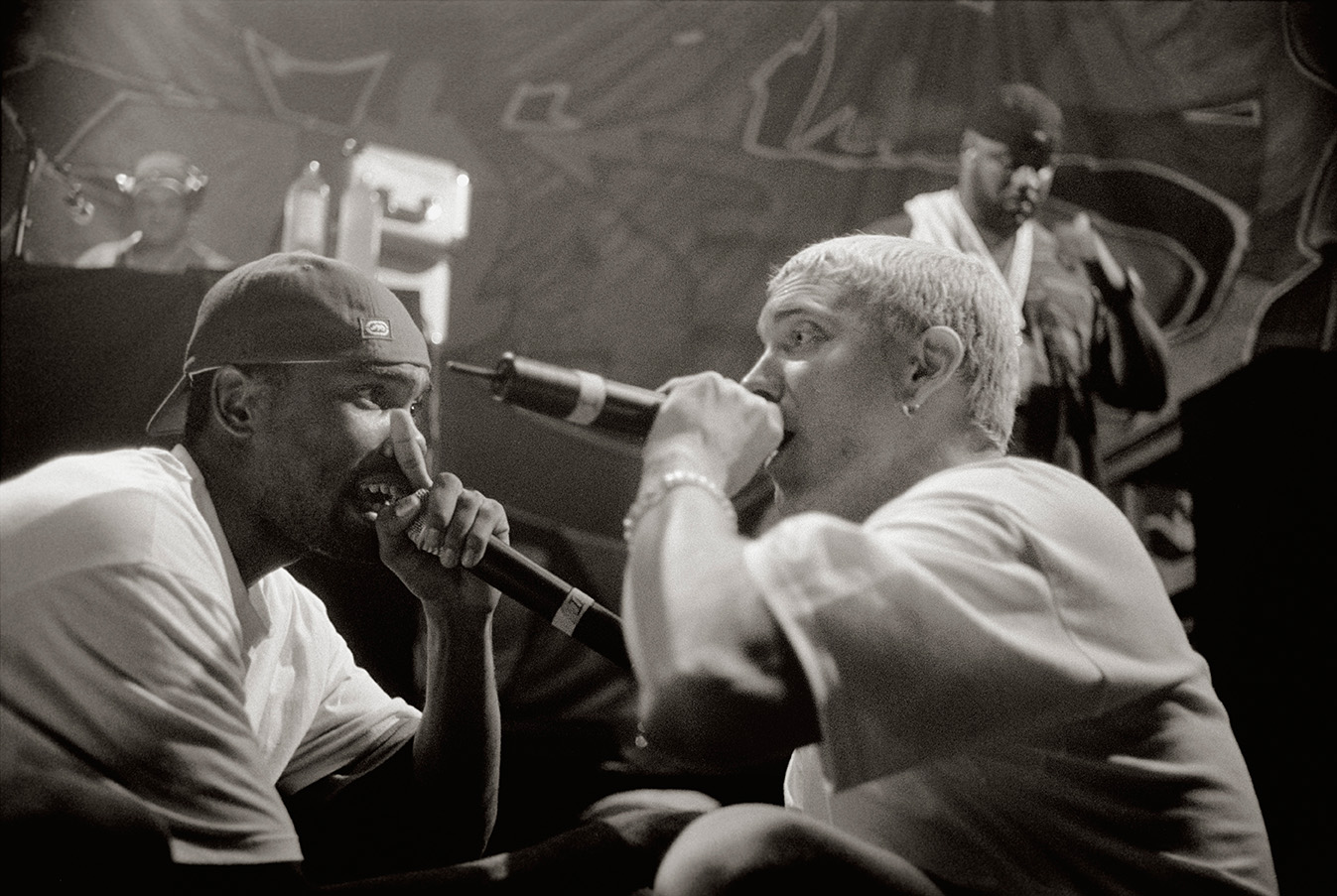
Proof bei einem Auftritt mit Eminem in München (1999)

Im Jahr 2005 gründete Proof sein eigenes Plattenlabel „Iron Fist Records“. Am 9. August desselben Jahres erschien auch mit Searching for Jerry Garcia sein zweites Soloalbum. Dies hat eine besondere Bedeutung: Zum Erscheinungsdatum jährte sich der Todestag des Musikers Jerry Garcia, der Frontmann der Band Grateful Dead war, zum zehnten Mal. Das Erscheinungsdatum war daher weltweit überall dasselbe. Auf dem Album waren Gastauftritte von Method Man, Nate Dogg, Eminem, B-Real, 50 Cent, Obie Trice und MC Breed. Im darauf enthaltenen Track „Kurt Kobain“ rappt Proof einen Abschiedsbrief vor seinem eigenen fiktiven Selbstmord ein, in dem er auf sein Leben und seine Karriere zurückblickt, wobei der Titel des Stücks auf den Nirvana-Sänger Kurt Cobain anspielt.
Am 14. Januar 2006 war Proof Eminems Trauzeuge bei dessen erneuter Hochzeit mit Kim.
Proof war verheiratet und hatte mit seiner Frau drei Kinder sowie aus früheren Beziehungen zwei Söhne.

## Tod
Am Morgen des 11. April 2006 wurde Proof beim Verlassen des CCC-Nachtclubs, der an der 8 Mile Road in Detroit liegt, von zwei Kugeln in den Kopf und von zwei Kugeln in die Brust getroffen. Mit einem Privatwagen wurde er in das St. John Conner Creek-Krankenhaus gebracht; dort konnte jedoch nur noch sein Tod festgestellt werden.
Die Polizei berichtete, dass dem Schusswechsel ein Streit vorausgegangen war, bei dem auch Proof eine Waffe eingesetzt haben soll.
Als die Polizei am Tatort eintraf, war der kleine Club bereits fast vollständig leer. Lediglich ein Zeuge stand der Polizei für Aussagen zur Verfügung. Die Polizei konnte sich nur auf Blutspuren und Patronenhülsen als Beweismittel stützen. In Verdacht geriet der 28-jährige Türsteher Mario Etheridge, der am Folgetag des Verbrechens gestand, die tödlichen Schüsse abgegeben zu haben; er habe seinen Cousin, Keith Bender, der ebenfalls Türsteher im selben Nachtclub war, vor Proof schützen wollen, der ihn aufgrund einer Streitigkeit über ein Pool-Spiel attackiert habe. Die Staatsanwaltschaft erhob Anklage gegen Etheridge, jedoch nur wegen unerlaubten Waffenbesitzes und Waffengebrauch innerhalb eines Gebäudes.
Am 21. September 2006 ging ein 3-tägiger Prozess gegen Mario Etheridge, den ehemaligen Bodyguard des CCC-Clubs, zu Ende. Da Anhänger von Proof mit einem Racheakt drohten, wurde der 28-Jährige nach der Gerichtsverhandlung von Polizisten durch die Hintertür eskortiert. Ende Oktober wurde Etheridge zu einer Geldstrafe von 2.000 $ wegen Abfeuerns der Waffe verurteilt. Das Gericht befand, er habe aus Notwehr gehandelt, da Proof zuerst eine Waffe gezogen und Etheridges Cousin Keith Bender erschossen habe.
Die Beerdigung des Hip-Hop-Musikers fand am 19. April 2006 statt, nachdem der Leichnam zuvor einen Tag aufgebahrt worden war. Proof wurde in der Fellowship Chapel in Detroit unter Ausschluss der Öffentlichkeit beigesetzt. Eminem sagte in seiner Rede, dass Proof kein Mörder gewesen sei, sondern nur schnell seine Fassung verlor. („Proof was no killer. He just had a short fuse.“)
Sieben Monate nach Proofs Tod gab sein enger Freund Reginald „Mudd“ Moore, der sich ebenfalls zur Tatzeit in dem Club befand, ein Interview mit dem Hip-Hop-Magazin XXL. In diesem beschrieb er das Geschehen in dem Club aus seiner Sicht, die Proof weder als Anstifter des Streits noch als Mörder dastehen lässt. Er erzählt, dass er mit Proof und zwei weiteren Freunden gegen 3:30 Uhr den Club betreten habe und wenig später ein Streit zwischen Proof und Keith Bender über ein Billardspiel eskaliert sei. Der Türsteher Mario Etheridge habe daraufhin zwei Schüsse in die Luft gefeuert, um den Zweikampf zu beenden, löste damit aber Panik im Club aus. Proof habe nun ebenfalls seine Waffe gezogen und schoss einmal in die Luft. Bender soll dann versucht haben, Proof von hinten zu entwaffnen. Mudd erklärte weiter, dass Etheridge währenddessen mehrere Schüsse in Benders und Proofs Richtung abgegeben habe, wobei er beide tötete.

## Diskografie
Proofs Diskografie umfasst zwei Alben sowie mehrere Singles, EPs und Mixtapes:
Alben
- 2004: I Miss the Hip Hop Shop
- 2005: Searching for Jerry Garcia

Singles
- 2002: One, Two
- 2005: Gurls wit da Boom
- 2005: M.A.D.

EPs
- 1998: Anywhere
- 2002: Electric Coolaid Acid Testing

Mixtapes
- 2002: Bigproof.com Online Mixtape
- 2005: Grown Man Shit
- 2008: Mayor of Detroit[11]
- 2010: Time a Tell

D12
→ siehe D12/Diskografie